# Tumán
Tumán é um distrito do Peru, departamento de Lambayeque, localizada na província de Chiclayo.

## Transporte
O distrito de Tumán é servido pela seguinte rodovia:
- LA-116, que liga a cidadede Saña ao distrito de Pomalca
- PE-6A, que liga a cidade de Cochabamba (Região de Cajamarca) ao distrito de  Reque (Região de Lambayeque)[1][2][3]